# Ray Harroun
Ray Harroun, född den 12 januari 1879 i Spartansburg, Pennsylvania, USA, död den 19 januari 1968 var en amerikansk racerförare.

## Racingkarriär
Harroun tävlade i tre säsonger i AAA Championship Car mellan 1909 och 1911, och vann det allra första Indianapolis 500 år 1911. Han blev i efterhand korad som mästare för 1910 års säsong. Efter karriären jobbade Harroun inom USA:s bilindustri. Han avled 89 år gammal, efter att ha gått i pension tio år tidigare.